# 篠原俊博
篠原 俊博（しのはら としひろ、1964年〈昭和39年〉5月26日 - ）は、日本の自治・総務・デジタル官僚。長兄は国土交通審議官を務めた篠原康弘。

## 来歴
宮崎県宮崎市出身。宮崎県立宮崎南高等学校を経て、1987年（昭和62年）3月、東京大学法学部を卒業。長兄・康弘の影響もあって、国の政策を企画立案することを通して地方の活性化に繋げるために官僚を志し、1987年（昭和62年）4月、自治省へ入省。
入省後、外務省在ヨルダン日本国大使館二等書記官、自治行政局市町村課行政体制整備室課長補佐、同局市町村課課長補佐、市町村合併推進室課長補佐、行政体制整備室課長補佐、鹿児島県総務部長、自治行政局住民制度課長、総務省大臣官房審議官（地方行政・個人番号制度、地方公務員制度、選挙担当）、地方公共団体情報システム機構理事などを歴任。マイナンバー制度の立ち上げ・整備に携わった。
2019年（令和元年）7月5日、地方公共団体情報システム機構副理事長に就任。
2021年（令和3年）7月1日、内閣官房内閣審議官（内閣官房副長官補付）兼内閣官房情報通信技術総合戦略室長代理（副政府CIO）に就任。同年9月1日、デジタル庁統括官 （省庁業務サービスグループ長）に就任。就任に際したインタビューで「バラバラに整備されてきた国のレガシーなシステムを刷新することで、コストの大幅削減につなげなければならない。国民の負担を減らして役立てるようにしたい」「全ての国民がスマートフォンを使って1分で手続きが完了する仕組みを実現させたい」と抱負を語った。
2022年（令和4年）6月28日、デジタル庁統括官を退任。同日、総務省大臣官房付へ異動し、同日付で辞職。